# シバザクラ
シバザクラ（芝桜、学名：Phlox subulata）はハナシノブ科の多年草。別名、ハナツメクサ（花詰草、花爪草）。
英名は「モスフロックス」（「苔状のフロックス」の意味）といい、同属をまとめてフロックスと呼ぶ。花期をずらして混植されることもある。フロックス・ストロニフェラ（ツルハナシノブ）、フロックス・ドラモンディー（スターフロックス）、フロックス・パニクラータ（オイランソウ、クサキョウチクトウ）等あるがそれぞれ別種である。

## 形態・生態
4・5月頃にサクラに似た形の淡桃、赤、薄紫、あるいは白色の花を咲かせる。葉形やその匍匐性などから芝桜と名付けられた。葉は1センチ程度と小さく披針形で硬い。よく枝分かれし地面を覆い尽くすように密生する。また寒暑や乾燥に強く常緑のため芝生代わりに植えられていることもある。北海道滝上町、渋田川堤/神奈川県伊勢原市、愛知県茶臼山高原や山梨県富士の芝桜が有名。

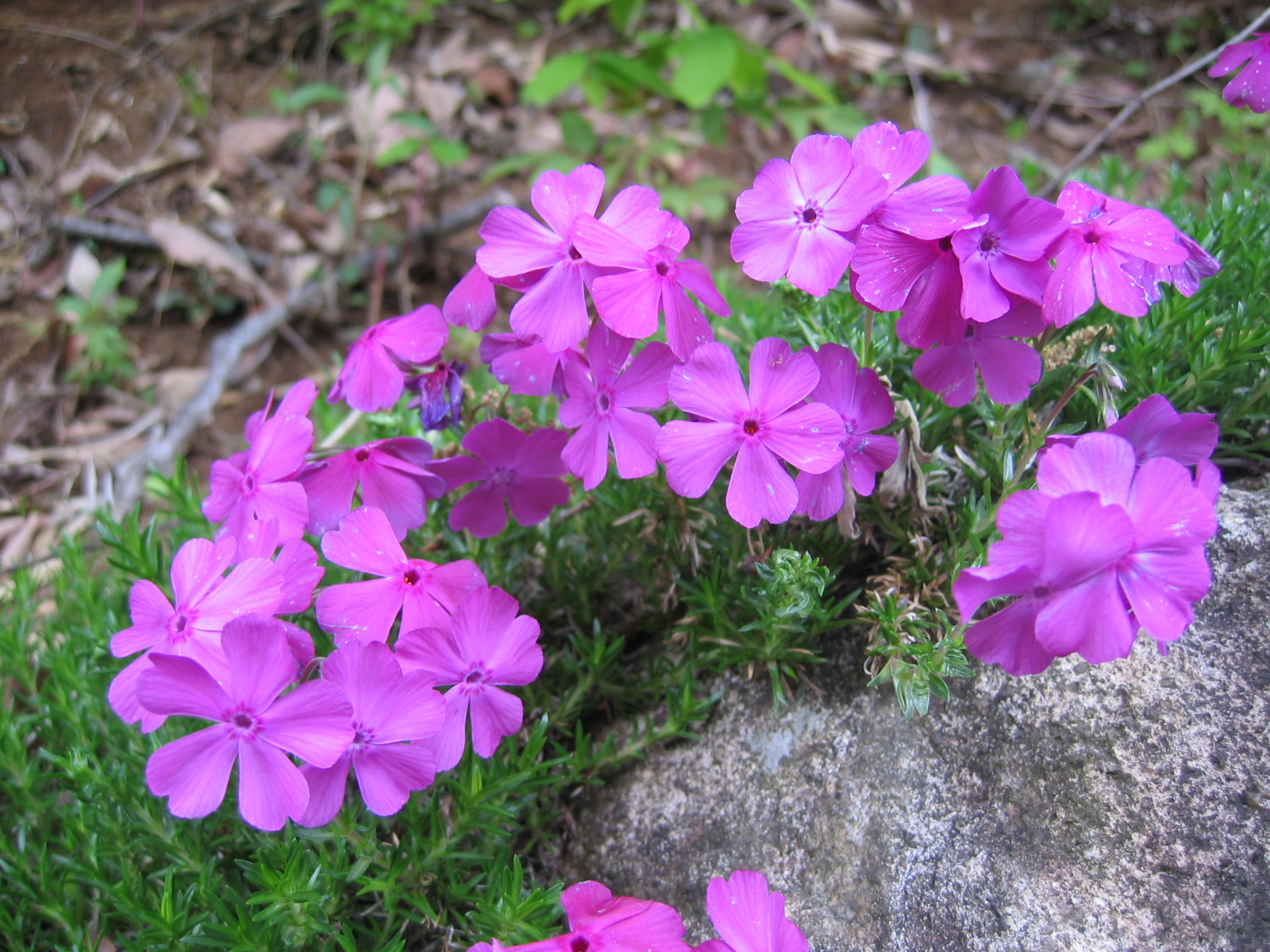
シバザクラ
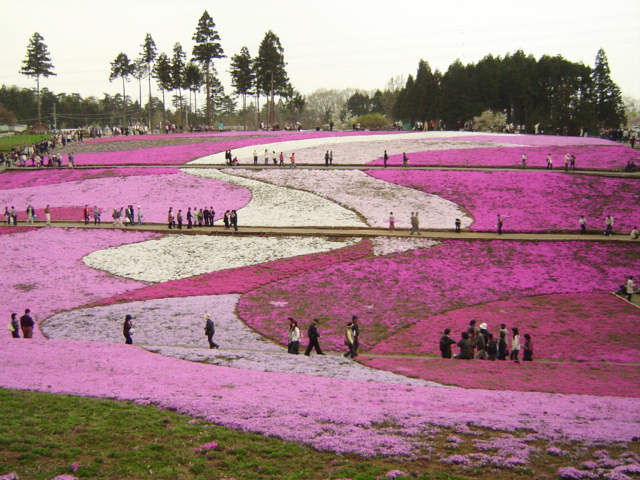
埼玉県秩父市にある羊山公園のシバザクラ
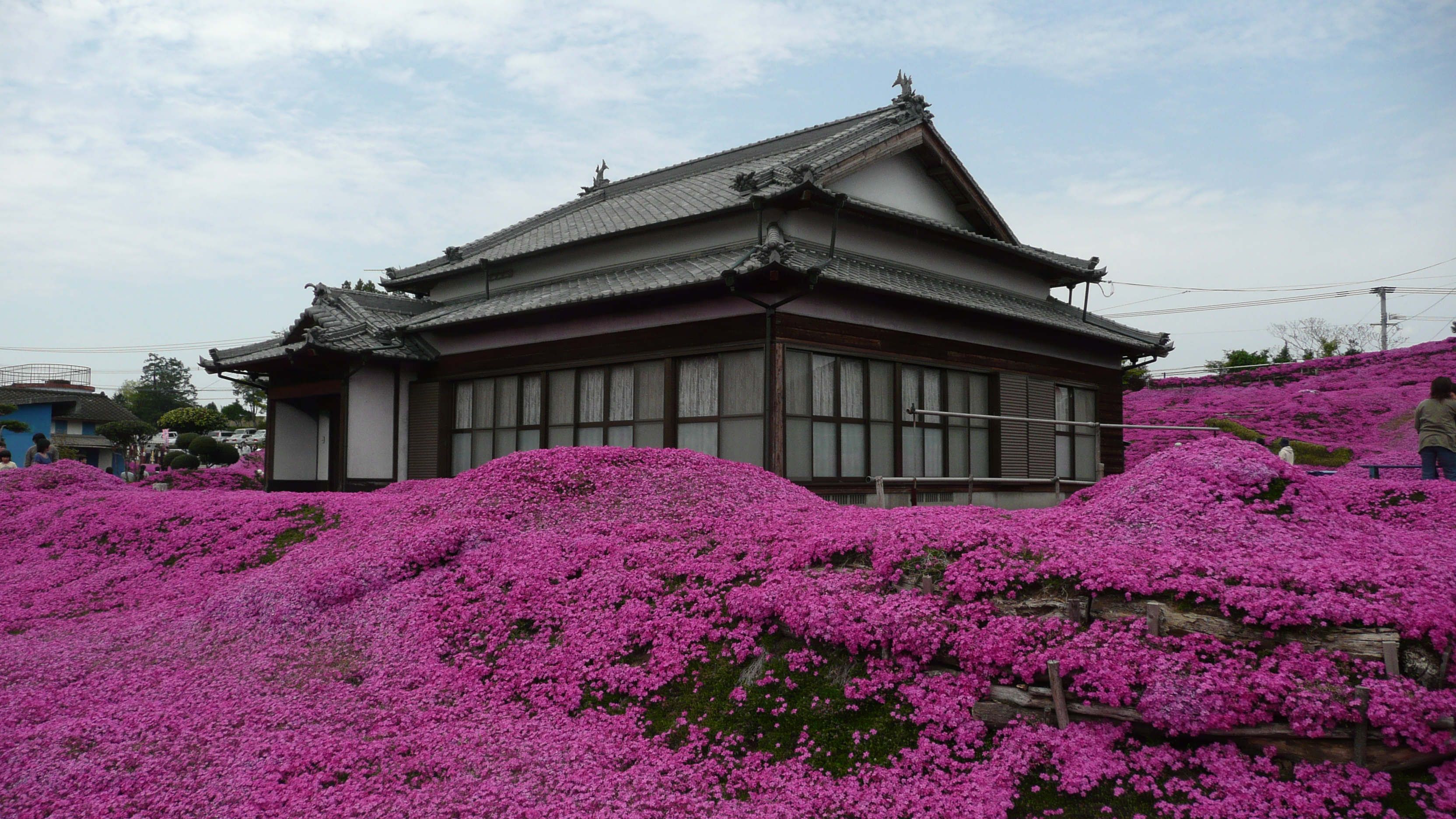
宮崎県新富町の個人宅を囲むシバザクラ
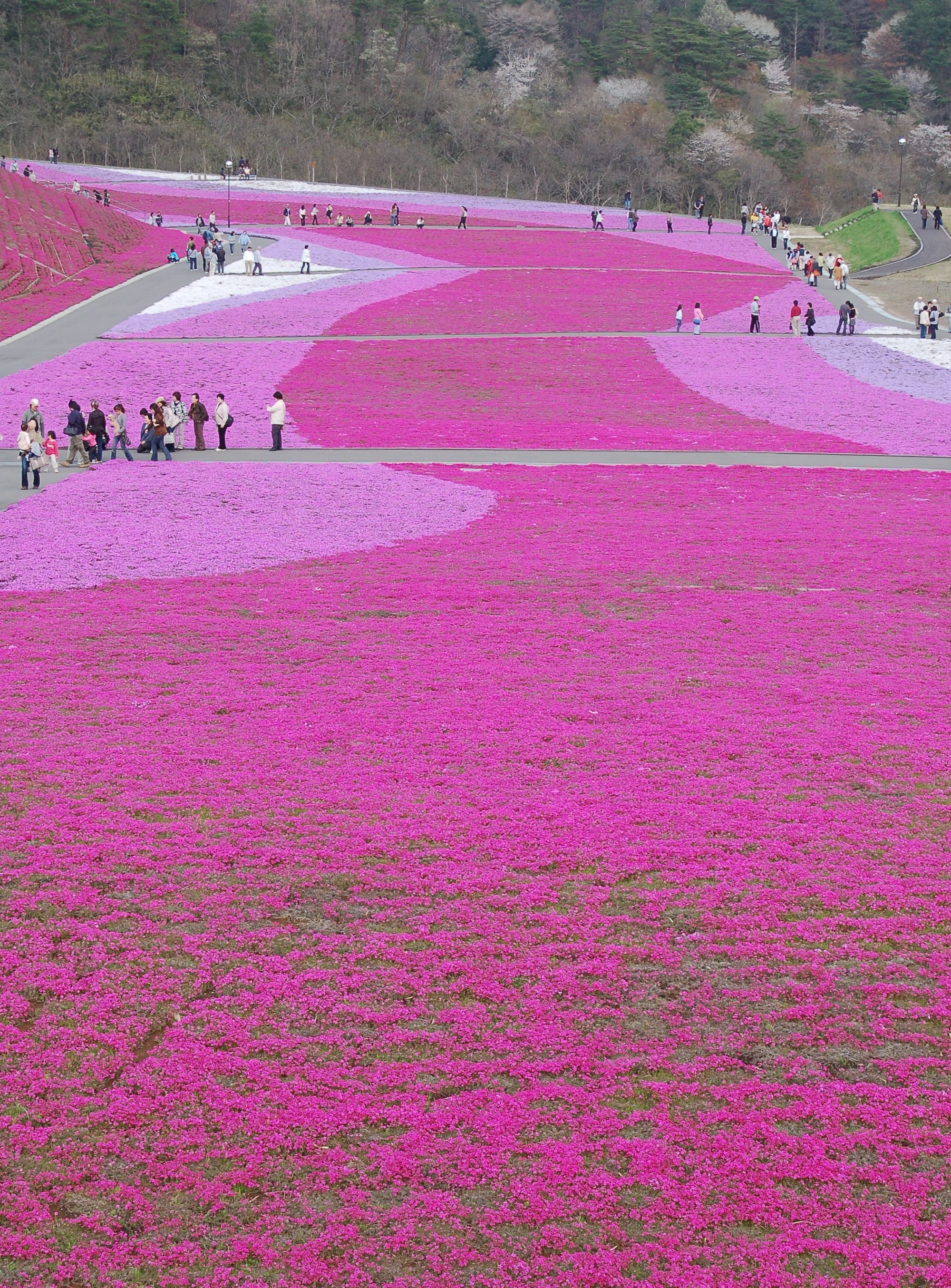
栃木県市貝町の芝ざくら公園
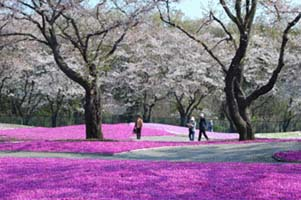
群馬県館林市にある東武トレジャーガーデン」桜と一緒に咲くシバザクラ
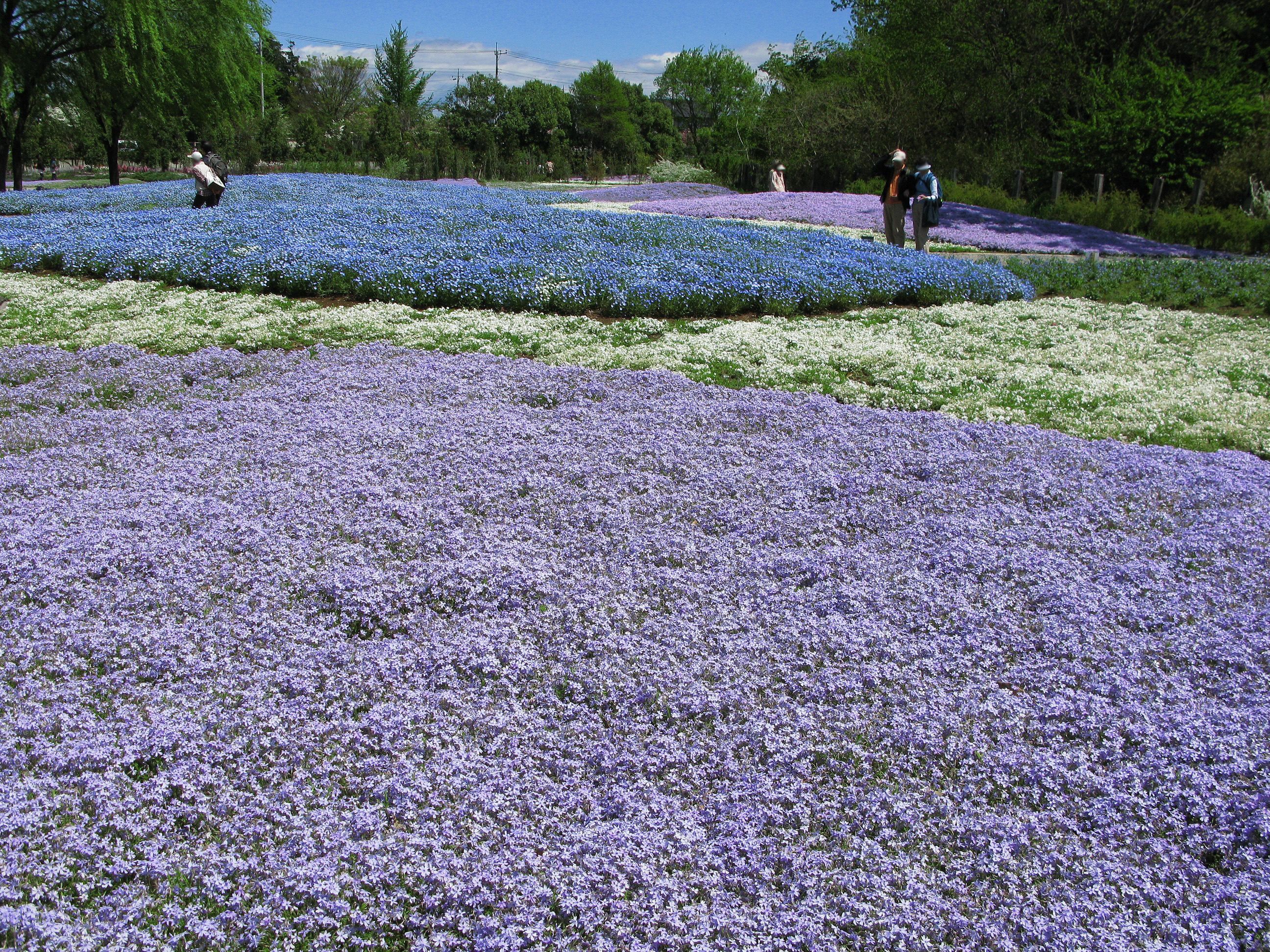
「東武トレジャーガーデン」の青系芝桜
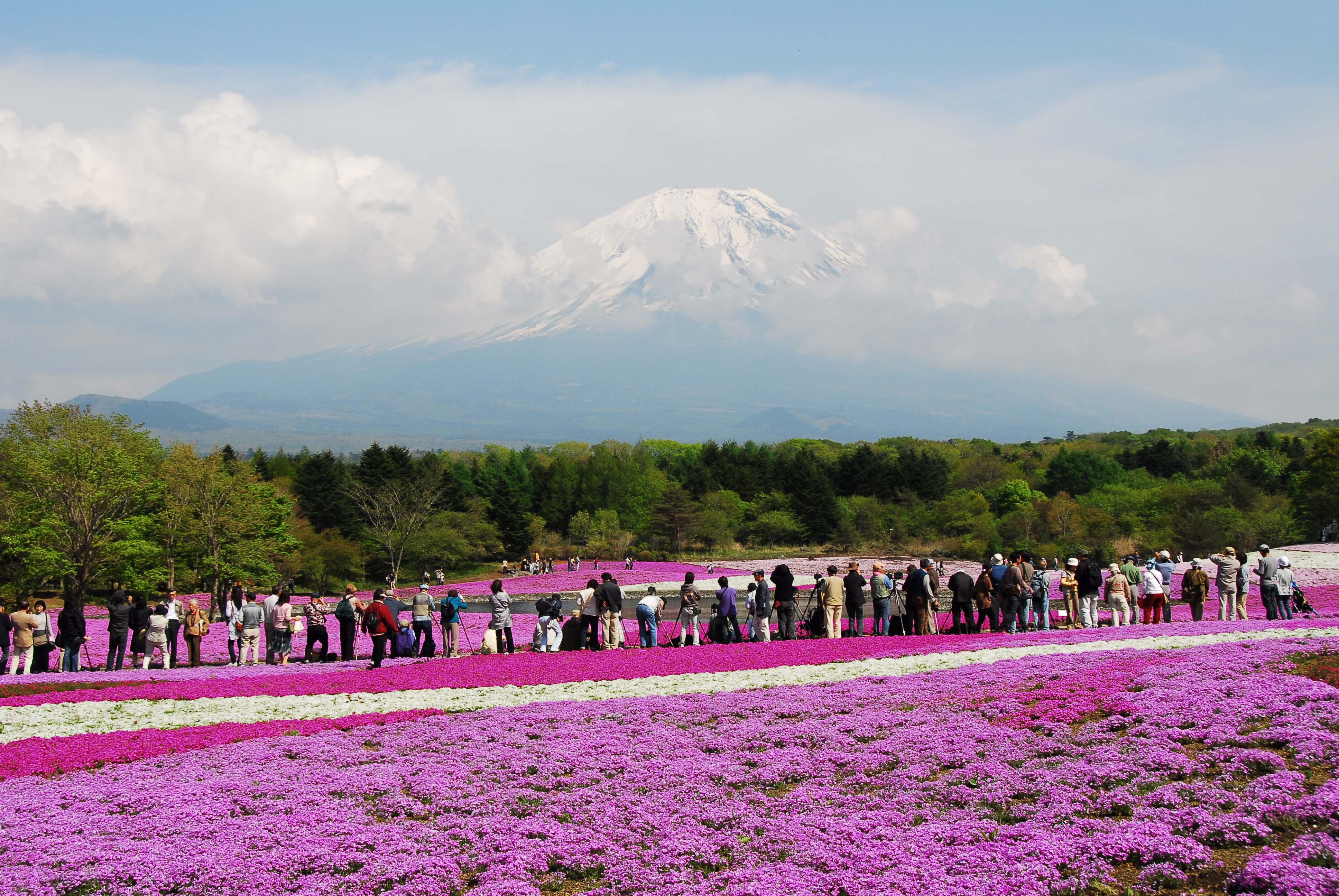
山梨県「富士芝桜まつり」のシバザクラ
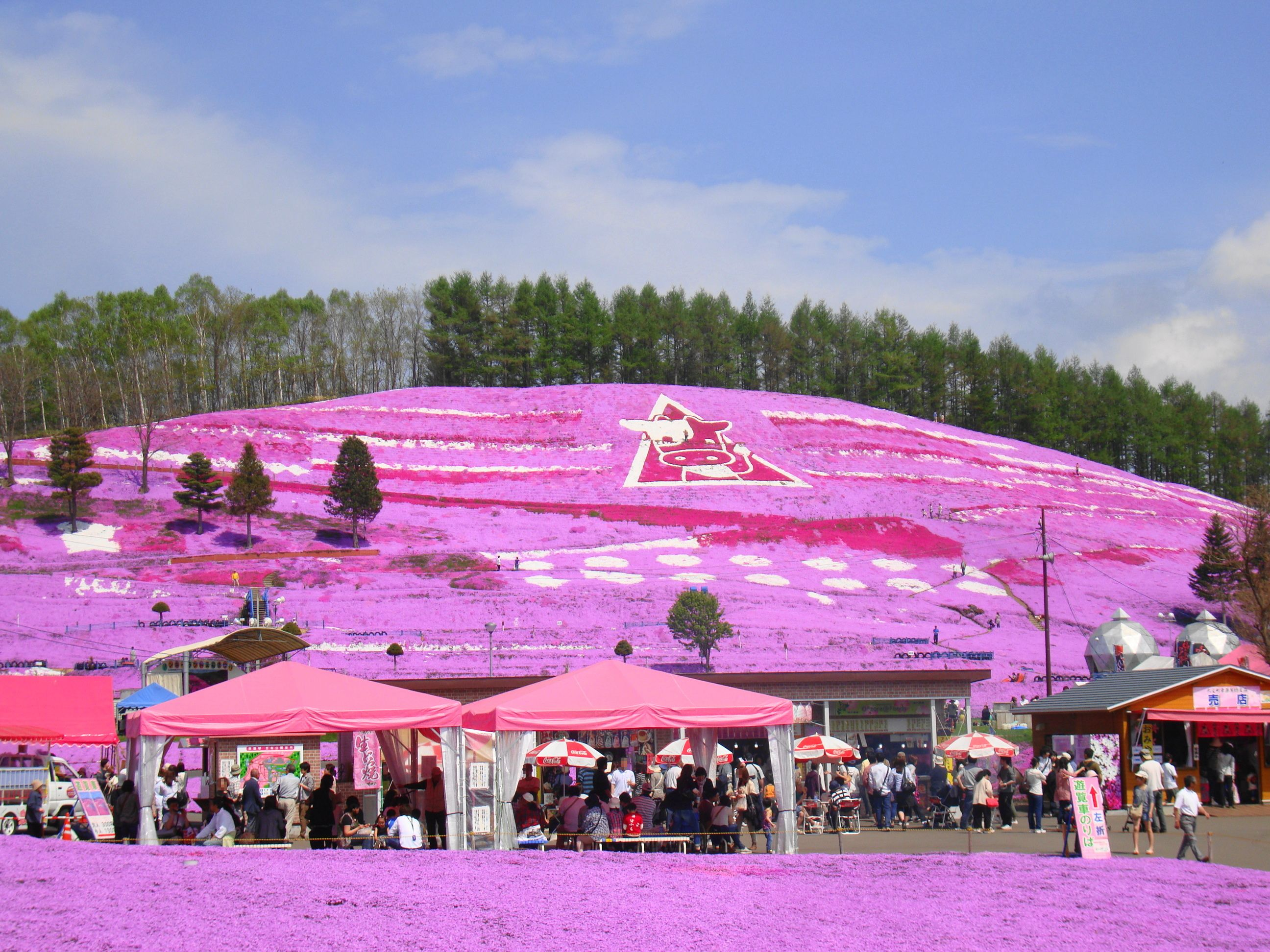
北海道大空町東藻琴「ひがしもこと芝桜まつり」のシバザクラ
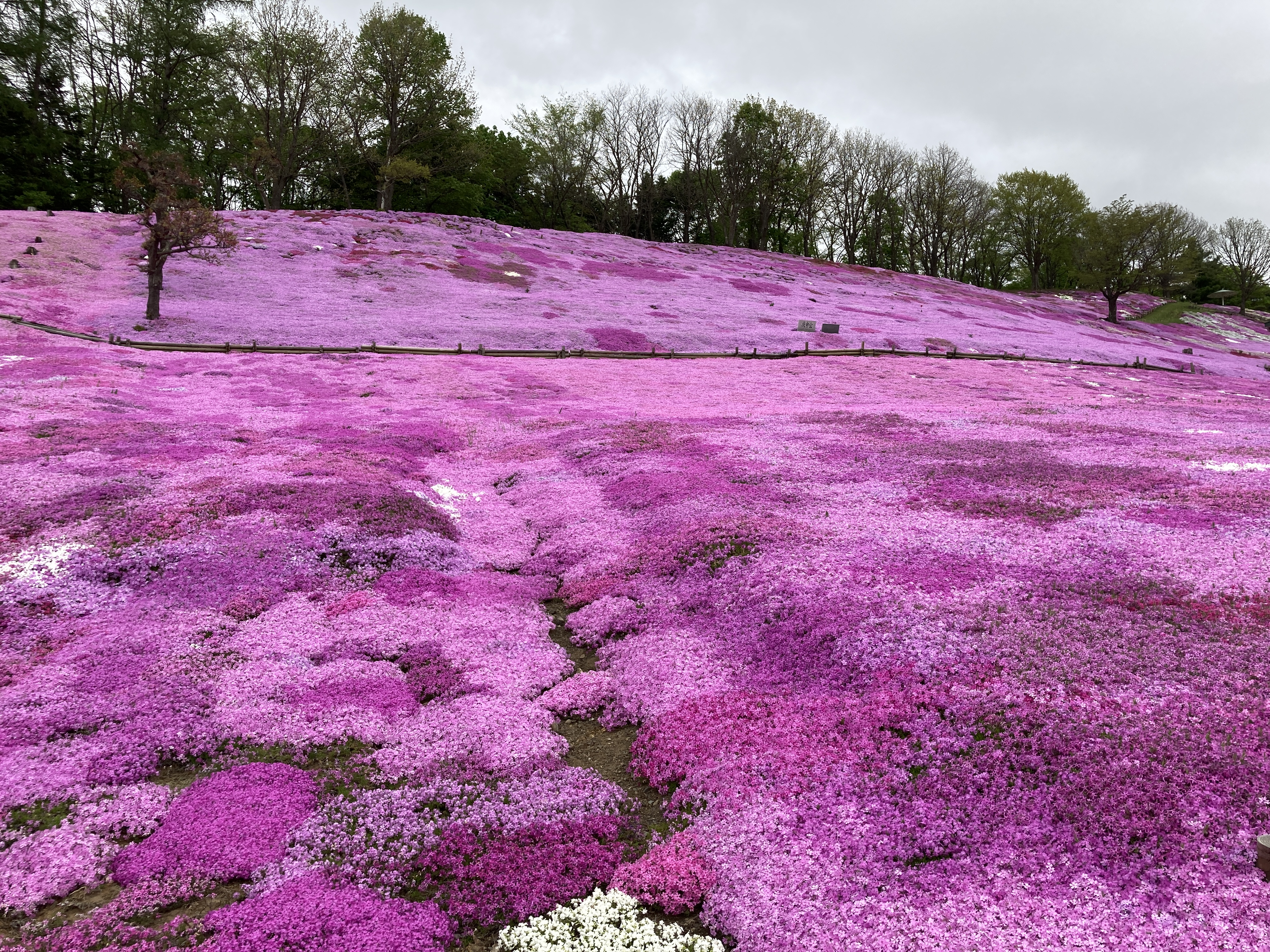
北海道遠軽町の太陽の丘えんがる公園

## 分布
北米原産。

## 人間との関わり
- 市町村花
  - 北海道 - 上砂川町、留寿都村、音威子府村、幕別町、滝上町、羅臼町、大空町（旧東藻琴村）
  - 千葉県 - 柏市
  - 埼玉県 - 秩父市
  - 兵庫県 - 西脇市